# Рид, Фиона
Фиона Рид (англ. Fiona Reid, род. 1951) — канадская актриса.
Фиона родилась в Великобритании. Прежде чем её семья осела в Канаде в 1964 году она некоторое время жила в Германии, Африке и Соединённых Штатах. Фиона обучалась в Университете Макгилл, где получила диплом бакалавра искусств в 1972 году, и в Центре искусств Банфа.
Фиона снималась в таких фильмах как «Переключая каналы» (1988), «Богус» (1996), «Моя большая греческая свадьба» (2002) и других.
В 2006 году Фиона была удостоена «Ордена Канады».

## Избранная фильмография
- Жена путешественника во времени (2008) — Люсилль Эбшайер
- Счастливчик (2003) — Мама
- Моя большая греческая свадьба (2002) — Харриет Миллер
- Богус (1996) — Школьная учительница
- Кровь и пончики (1995) — Рита
- Если бы взгляды могли убивать (1991) — Мардж
- Новая жизнь (1988) — Сильвия
- Переключая каналы (1988) — Памела Фэрбразер